# デリック・メイ (ミュージシャン)
デリック・メイ（Derrick May、1963年4月6日 - ）は、アメリカのテクノ・ミュージシャン、DJである。テクノ・シーンにおけるキーマンの一人とされ、ホアン・アトキンス、ケヴィン・サンダーソンらと共にデトロイト・テクノ創始者の一人に数えられる。メイ自身が作った曲もさることながら、そのDJプレイでも大いに注目を集める人物である。

## 来歴・人物
メイがテクノに関わるきっかけは、高校の同級生であったホアン・アトキンスからシンセサイザーを駆使した音楽を教えてもらったことに始まる。
既に音楽活動を開始していたホアン・アトキンスに影響され、1986年に自身のレーベルであるトランスマットを設立する。1987年に同レーベルからRhythim Is Rhythim名義で自身の最初の曲「Nude Photo」をリリース。1988年には、後の代表曲の一つとなる「Strings Of Life」をリリースした。（後に『マネーの虎』（日本テレビ）の番組中で使用された）。
自身のトランスマット・レーベルでは、数多くのアーティストを発掘している。デリックの1番弟子カール・クレイグ、2番弟子ケニー・ラーキンや3番弟子のステイシー・パレン、他にもサバーバン・ナイト、オクテイヴ・ワン、ジョイ・ベルトラムらがトランスマットからリリースを行っている。彼らの一部は後にデトロイト第2世代と呼ばれるようになる。
自身の曲は、シカゴ・ハウスへも大きな影響を与えている。なお、ホアン・アトキンスが当時シカゴでDJをしていたフランキー・ナックルズにローランド・TR-909を売ったのがシカゴ・ハウス誕生のきっかけの一つと言われているが、909の売却にはデリック・メイは反対したと言われる。
1993年以降は、活動の殆どをDJ活動に割いている。新曲は、過去の楽曲のRemix版がたまに出る程度である。なお、現時点での完全な新曲は攻殻機動隊のゲーム版サウンドトラックに収録されている楽曲が最後。
最近では、デトロイトで毎年5月末に開催されているエレクトロニック・ミュージックフェスティバル「Movement」にて、2003年に実行委員長を務めるなど、若手ミュージシャンのサポートに回ることが多い。

## エピソード
- ケヴィン・サンダーソンと仲良くなったきっかけは喧嘩であった。1983年、饒舌なデリック・メイをよく思っていなかったケヴィン・サンダーソンが、デリック・メイの顔面にパンチを喰らわせノックアウトした。その出来事で2人は仲良くなり音楽活動をともにするようになった[1]。

## ディスコグラフィ

### アルバム
- 『イノヴェイター』 - Innovator (1996年)
- 『ミステリアス・トラヴェラー』 - Mysterious Traveller (2002年) ※with システム7

### DJミックス
- The Mayday Mix (1997年)
- Derrick May x Air (2010年)
- Derrick May x Air Vol. 2 (2011年)
- Fact Mix 339 (2012年)

### EP
- Innovator: Soundtrack for the Tenth Planet (1991年)

### シングル
- "Let's Go" (1986年) ※with X-Ray
- "Nude Photo" (1987年) ※Rhythim Is Rhythim名義
- "Strings of Life" (1987年) ※Rhythim Is Rhythim名義
- "It Is What It Is" (1988年) ※Rhythim Is Rhythim名義
- "Sinister" / "Wiggin" (1988年) ※Mayday名義
- "Beyond the Dance" (1989年) ※Rhythim Is Rhythim名義
- "The Beginning" (1990年) ※Rhythim Is Rhythim名義
- "Icon" / "Kao-tic Harmony" (1993年) ※Rhythim Is Rhythim名義